# Giovanni Stefano Carbonelli
Giovanni Stefano Carbonelli (Livorno, 9 marzo 1694 – Londra, 1772) è stato un compositore italiano.

## Biografia
Carbonelli – italianizzazione di "Carboneu" – nacque a Livorno da Pietro Carboneu (talvolta registrato anche come "Carboneo" o "Carbonello") originario di Aix-en-Provence e Teresa Cocchi, livornese. Non si hanno notizie dei suoi studi musicali e la tradizione che lo vuole allievo di Arcangelo Corelli è priva di dati documentari. Della sua attività musicale giovanile si conoscono solo le partecipazioni, come violinista sovrannumerario, alle celebrazioni della Festa di Santa Croce a Lucca (13-14 settembre), dove è registrato nel 1711 e 1712 come  “Gio: Stefano Carbonèo”.
Il concerto che Antonio Vivaldi dedicò a Carbonelli – "Concerto d[et]to il Carbonelli", RV 366 – lascia intendere un rapporto di collaborazione fra i due: è probabile che Carbonelli si trovasse a Venezia negli anni 1716-'17 per suonare in produzioni operistiche vivaldiane, così come il violinista e allievo di Vivaldi Johann Georg Pisendel, che copiò forse in quell'occasione le parti staccate di RV 366 direttamente dall'autografo vivaldiano oggi perduto.
Carbonelli si stabilì a Londra nel 1719, dove fu protetto da John Manners, duca di Rutland. Per diversi anni Carbonelli diresse l'orchestra del Drury Lane Theatre. Il 27 febbraio 1734 (Old Style) prese la cittadinanza inglese e fu registrato come “John Stephen Carbonell, Son of Peter Carbonell, by Teresia, his wife, born at Leghorn”.
Carbonelli ha lasciato una raccolta a stampa, l'unica sua opera pervenutaci, di 12 sonate per violino con basso continuo dal titolo: 12 Sonate da Camera a Violino e Violone o Cembalo (senza data). In queste sonate Carbonelli rivela una solida conoscenza dell'armonia e del contrappunto, fa largo uso di doppie corde e fughe, esprimendosi in uno stile severo, ricercato e piuttosto estraneo al gusto galante dei suoi anni. La collezione è dedicata al suo protettore, il conte di Rutland.
In seguito  abbandonò la carriera artistica e diventò mercante di vini francesi e tedeschi ottenendo il titolo di fornitore di corte.